# Vor Frue Kirke, Kalundborg

Vor Frue Kirke är en romansk korskyrka och centralkyrka, med fem torn, i staden Kalundborg i Danmark. Denna stad är känd för bland annat just detta. Kyrkan ligger i det historiska Kalundborg. Denna del av Kalundborg kallas Højbyen, "högstaden".
Kyrkan byggdes omkring år 1170 och är utformad som ett grekiskt kors (ett kors med lika långa armar).
I korsmitten finns ett centraltorn och varje korsarm avslutas dessutom med ett varsitt torn. Mittornet rasade ner 1827, men byggdes upp igen vid en restaurering som blev klar år 1871.
En romansk kyrka med denna utformning är unik i sitt slag i världen.
Historiskt är den nära anknuten till tiden kring kung Valdemar den store och den kände ärkebiskop Absalon. Kyrkan sägs vara byggd av Absalons bror Esbern Snare.

## Galleri

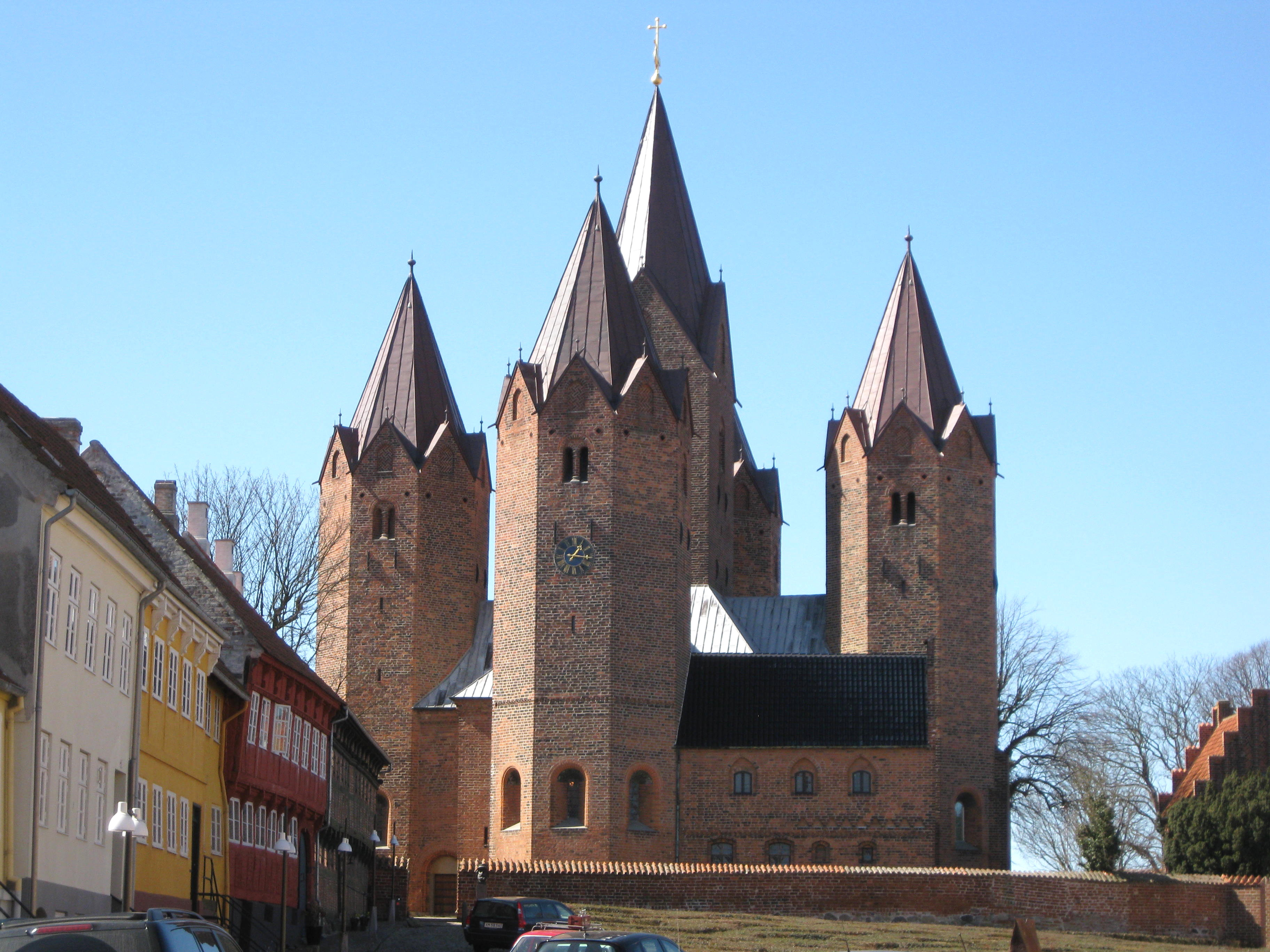
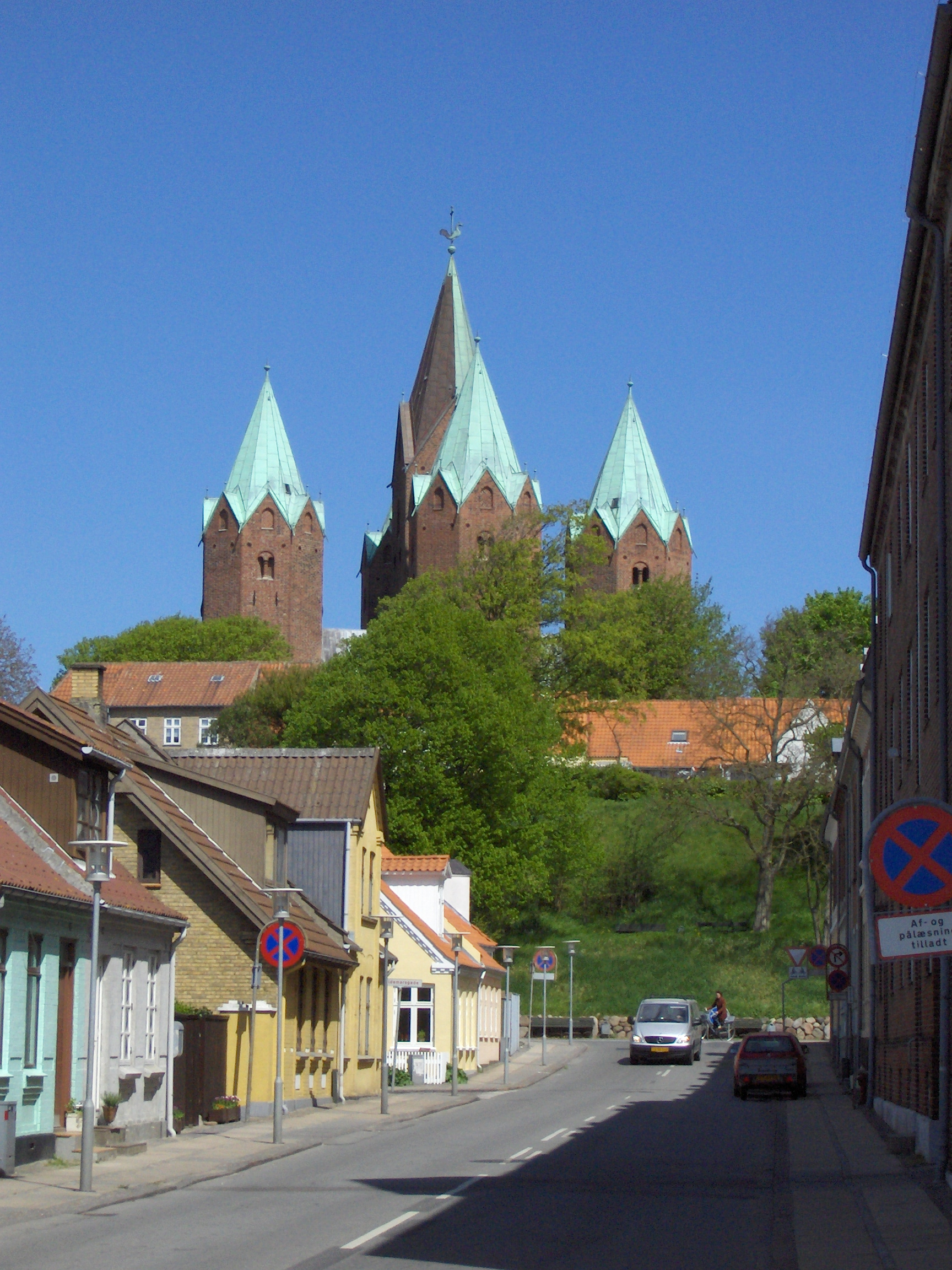
Kyrkan från staden.
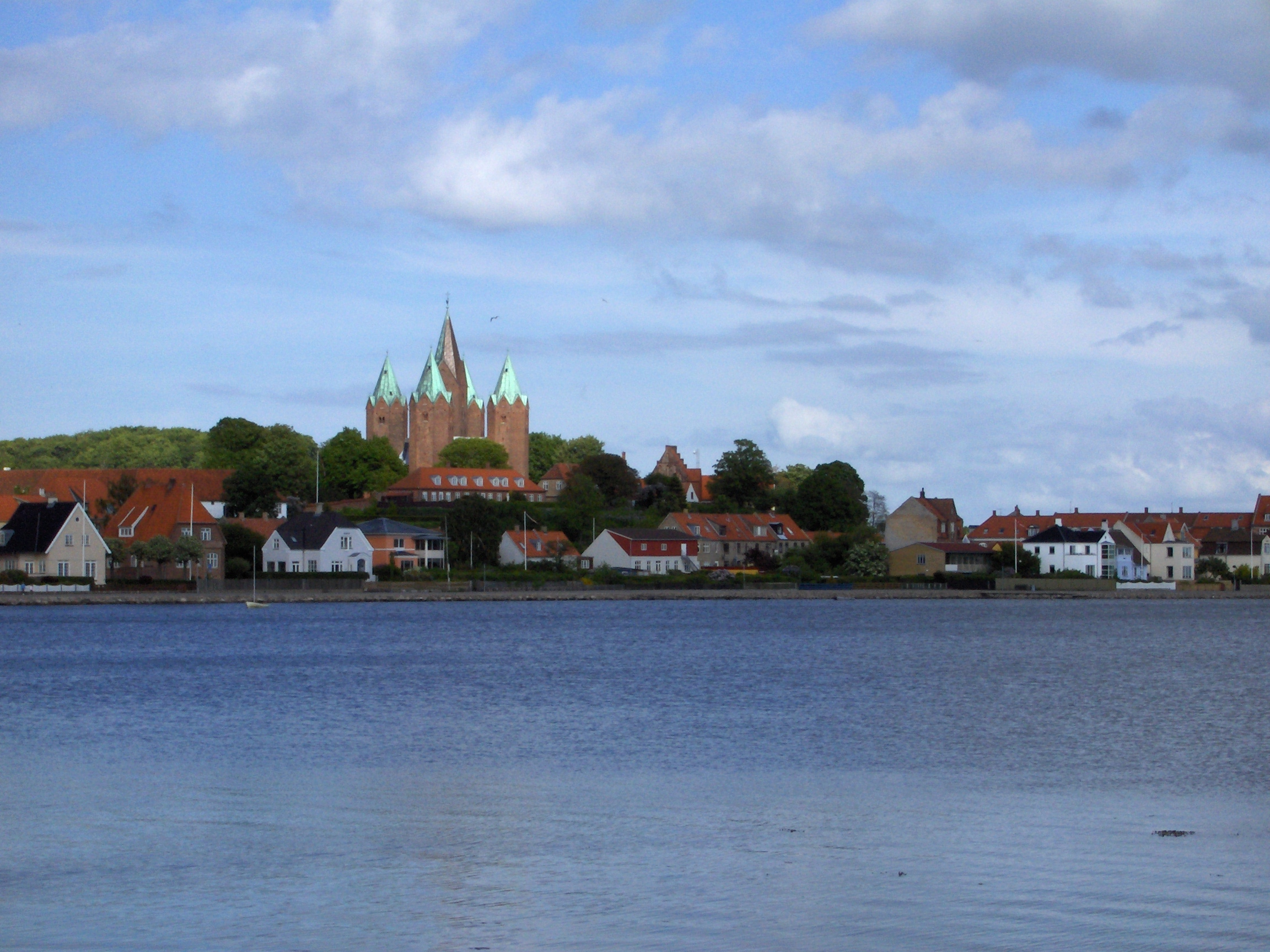
Kyrkan från en vik vid Kalundborg.
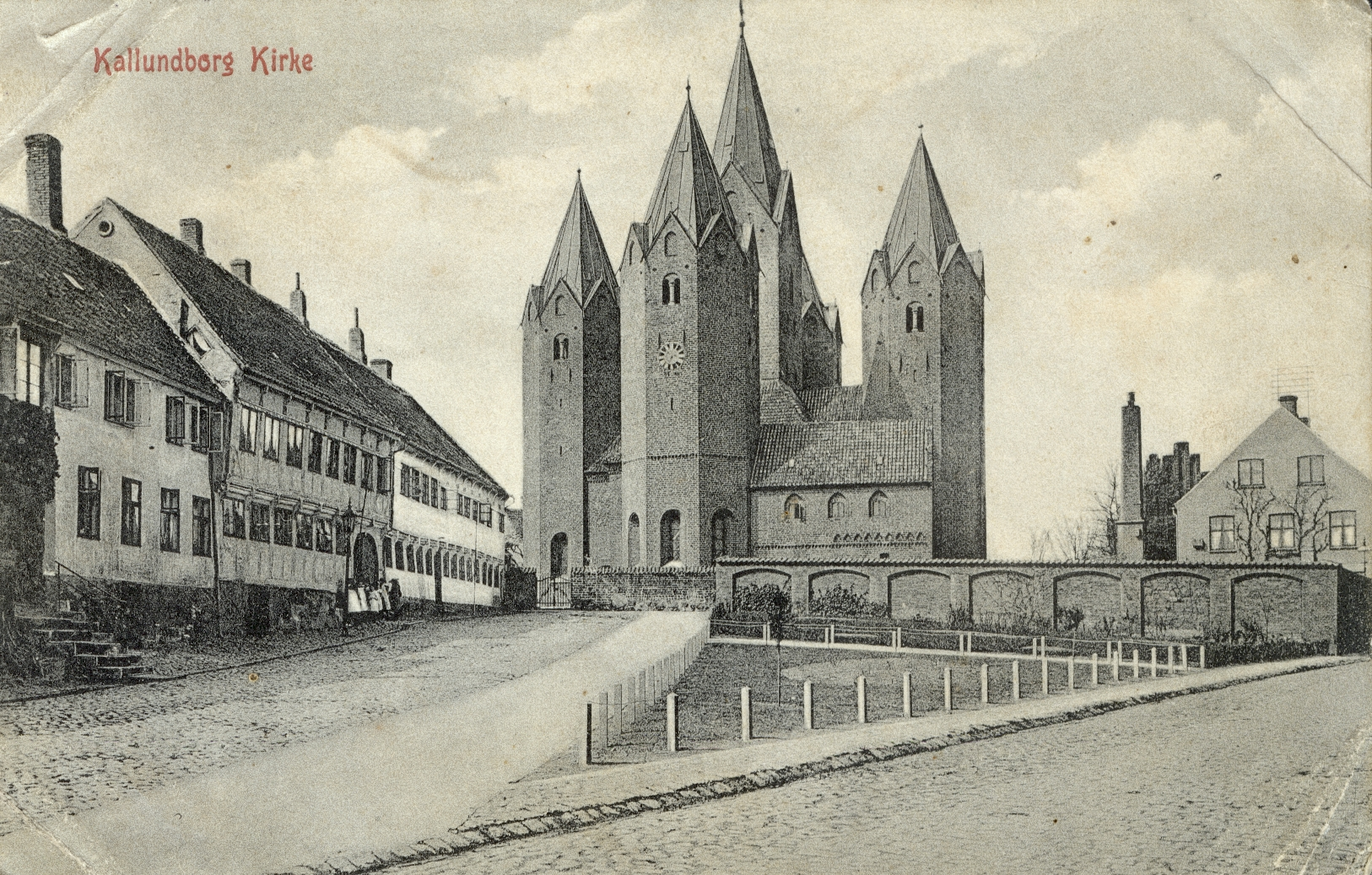